# РН Сафір-2
Сафір-2 (перс. سفير ۲, буквально Посланець-2), інша назва Сіморг (перс. ماهواره‌بر سیمرغ, Фенікс) — ракета-носій сімейства Сафір, створена в Ірані. Запускається з космодрому Семнан.

За словами офіційних представників Ірану, 
 Всі частини і деталі цього супутника, а також ракети-носія «Сафір-2», наприклад, двигун ракети-носія, при створенні якого використовувалися найпередовіші технології, були спроектовані і виготовлені славними фахівцями аерокосмічної промисловості Ісламської Республіки Іран. 

## Опис
Двоступенева ракета-носій «Сафір-2» важить 26 тонн, її довжина становить 22 метри, а діаметр — 1,25 метра. На думку американських дослідників, «Сафір» використовує як паливо несиметричний диметилгидразин. Російські експерти припускають, що двигуни працюють на штатних компонентах палива ракети Р-17 (оскільки РН Сафір-2 є наступним винаходом після БР Шахаб-3 — Нодон — Р-17): окислювачі АК-27І і пальному ТМ-185 (суміш вуглеводнів, близька до скипидару).

## Запуски
2 лютого 2009 року ракета-носій успішно вивела на навколоземну орбіту перший національний супутник Ірану «Омід».
15 червня 2011 року за допомогою РН Сафір-2 успішно запущений другий іранський супутник «Расад».
3 лютого 2012 року РН Сафір-2 вивела на низьку опорну орбіту третій іранський супутник «Навід».
23 травня і в жовтні 2012 року відбулися невдалі спроби запуску супутника спостереження Землі «Фаджр», які Іраном оголошені не були.